# Oyens
Oyens is een plaats (city) in de Amerikaanse staat Iowa en valt bestuurlijk gezien onder Plymouth County.

## Demografie
Bij de volkstelling in 2000 werd het aantal inwoners vastgesteld op 132. In 2006 is het aantal inwoners door het United States Census Bureau geschat op 123, een daling van 9 (-6,8%).

## Geografie
Volgens het United States Census Bureau beslaat de plaats een oppervlakte van 0,2 km², waarvan 0,2 km² land. Oyens ligt op ongeveer 391 m boven zeeniveau.

## Plaatsen in de nabije omgeving
De onderstaande figuur toont nabijgelegen plaatsen in een straal van 20 km rond Oyens.